# Tatsuya Shinhama
Tatsuya Shinhama –en japonés, 新濱立也, Shinhama Tatsuya– (11 de julio de 1996) es un deportista japonés que compite en patinaje de velocidad sobre hielo.
Ganó una medalla de bronce en el Campeonato Mundial de Patinaje de Velocidad sobre Hielo en Distancia Individual de 2020 y dos medallas en el Campeonato Mundial de Patinaje de Velocidad sobre Hielo en Distancia Corta, oro en 2020 y plata en 2019.

## Palmarés internacional
| Campeonato Mundial en Distancia Individual | Campeonato Mundial en Distancia Individual | Campeonato Mundial en Distancia Individual | Campeonato Mundial en Distancia Individual |
| Año                                        | Lugar                                      | Medalla                                    | Prueba                                     |
| ------------------------------------------ | ------------------------------------------ | ------------------------------------------ | ------------------------------------------ |
| 2020                                       | Salt Lake City (Estados Unidos)            | Medalla de bronce                          | 500 m                                      |
| Campeonato Mundial en Distancia Corta      |                                            |                                            |                                            |
| Año                                        | Lugar                                      | Medalla                                    | Prueba                                     |
| 2019                                       | Heerenveen (Países Bajos)                  | Medalla de plata                           | Clasificación general                      |
| 2020                                       | Hamar (Noruega)                            | Medalla de oro                             | Clasificación general                      |